# Saïda Agrebi
Pour les articles homonymes, voir Agrebi.
Saïda Agrebi, née le 22 janvier 1945 à Tunis, est une femme politique et militante féministe tunisienne.
Figure influente du régime de Zine el-Abidine Ben Ali selon Frida Dahmani, elle préside notamment l'Organisation tunisienne des mères de 1992 à 2011. Députée tunisienne et membre du Conseil économique, social et culturel de l'Union africaine, elle quitte la scène politique en 2011 pour s'exiler en France.
En juin 2015, elle reçoit le prix Femmes d'excellence décerné en marge du 25e sommet des chefs d'État africains organisé à Johannesbourg (Afrique du Sud).

## Biographie

### Études
Originaire de Gabès, Saïda Agrebi décroche un baccalauréat en 1964 puis entame des études à l'université de Tunis, où elle obtient une licence en lettres anglaises. Elle suit sa scolarité à l'université du Maryland et de
Berkeley, où elle obtient un master en santé publique grâce à une bourse d'État.

### Spécialiste des affaires de la femme et de la famille
Elle se spécialise en sciences de la communication sociale et de la planification familiale. Elle est ensuite intégrée à l'Organisation arabe du travail, où elle devient directrice du bureau de la femme arabe, et ce jusqu'en 1987,.
En tant qu'experte dans divers domaines, notamment la santé reproductrice et publique, les droits des femmes, la société civile, l'émigration et le développement durable, Agrebi participe à divers événements organisés par l'Organisation des Nations unies. Elle est ainsi éducatrice en santé publique dans les réserves indiennes de l'Arizona et du Nevada au milieu des années 1970 mais aussi enseignante en santé reproductive en Jamaïque. Elle édite également divers articles sur la femme au travail, la femme arabe, les femmes rurales et la planification familiale en anglais, français et arabe.
De retour en Tunisie, elle est nommée en 1987 comme directrice de communication à l'Office tunisien de la famille et de la population et puis se trouve promue PDG de ce dernier, poste qu'elle occupe jusqu'en 1995. Cette même année, elle devient PDG de l'Office des Tunisiens à l'étranger. Elle est également élue membre de la Chambre des députés en 1999.
Membre du comité central du Rassemblement constitutionnel démocratique (RCD), Agrebi est aussi conseillère municipale de l'Ariana et membre d'autres organismes. Vice-présidente de l'African Women's Development and Communication Network et de l'Organisation internationale de la famille, membre de Femmes Afrique Solidarité, elle fonde en 1992 l'Organisation tunisienne des mères (OTM) qui contribue activement à l'émancipation de la femme rurale et à l'aide aux familles socialement défavorisées. Pour Frida Dahmani cependant, l'association devient aussi une tribune pour la propagande du RCD.
En 2003, Agrebi devient l'une des cinq femmes élues à la Commission de l'Union africaine (UA) à l'occasion de la deuxième assemblée générale tenue à Maputo (Mozambique), poste auquel elle renonce pour se consacrer exclusivement à la cause féminine et familiale tunisienne. Membre du Conseil économique, social et culturel de l'UA, elle y représente l'Afrique du Nord ; elle siège également au Parlement panafricain en tant que représentante de la Tunisie.

### Poursuites judiciaires
Le 21 janvier 2011, à la suite de la révolution tunisienne, elle est destituée de ses fonctions à la tête de l'OTM et placée en résidence surveillée. En février, elle tente de franchir la frontière, déguisée en handicapée. Le 25 juin, elle obtient auprès du tribunal de première instance de Tunis la nomination d'un administrateur judiciaire à la tête de l'OTM.
Elle quitte le pays pour la France le 30 juillet. Dans l'une de ses apparitions médiatiques, elle déclare : « Contrairement à tout ce qui a été dit, j'ai quitté la Tunisie de la façon la plus légale et je n'ai jamais cherché à m'enfuir clandestinement. Il n'y avait aucune action en justice à mon encontre, ce que le ministère de l'Intérieur avait d'ailleurs publiquement confirmé » le 2 août. L'interdiction de sortie n'ayant pas été signifiée à temps, le magistrat chargé du dossier est dessaisi.
Agrebi se justifie dans une interview accordée à Al Chourouk où elle dément les accusations lancées contre elle. Un mandat d'arrêt international est émis à son encontre le 15 août à la suite d'une plainte pour corruption au sein de l'OTM ; on lui reproche des dépenses injustifiées, des adhésions non répertoriées, des falsifications de bilan et la non-restitution de véhicules. Elle est arrêtée le 12 mars 2012 à l'aéroport de Paris-Charles-de-Gaulle avant d'être relaxée et placée sous contrôle judiciaire,.

### Distinctions
Alors qu'elle est poursuivie par la justice tunisienne, Saïda Agrebi reçoit le 2 janvier 2013 à Ankara, un prix des mains de Fatma Şahin, ministre turque de la Famille et des Politiques sociales, en sa qualité de vice-présidente de l'Organisation mondiale de la famille. Deux ans plus tard, elle est invitée par le Parlement panafricain pour participer aux célébrations de la Journée de l'Afrique consacrée à la femme, le 25 mai 2015, mais elle ne peut y assister faute de passeport ; le site d'information Espace Manager relève alors que, malgré ses déboires, elle « continue à jouir du respect de nombreuses instances internationales pour son engagement à servir les causes de la femme ».
Le 12 juin 2015, en marge du 25e sommet des chefs d'État africains à Johannesbourg, Saïda Agrebi reçoit le prix Femmes d'excellence avec trois autres figures du féminisme africain, Ellen Johnson Sirleaf, Nkosazana Dlamini-Zuma et Joyce Banda. N'ayant pas pu assister à cette remise de prix faute de passeport, elle adresse un message écrit aux organisateurs, dédiant cette distinction à son fils récemment disparu.

## Vie privée
Le 9 avril 2015, Saïda Agrebi perd son fils unique, Ahmed Jeribi, subitement décédé à l'âge de 37 ans dans une clinique à Casablanca au Maroc, laissant une veuve et deux enfants en bas âge,. Le 11 avril, il est inhumé au cimetière du Djellaz à Tunis, en l'absence de sa mère, et malgré l'appel que le philosophe Mezri Haddad adresse au président Béji Caïd Essebsi. Le site Info Tunisie qualifie les funérailles d'« exceptionnelles » de par le nombre des personnes qui y assistent et la qualité des personnalités politiques, économiques et culturelles présentes.

## Publications
- Destin d'une mère, légende vivante : le parcours d'une combattante, Paris, Sydney Laurent, 2021, 356 p. (ISBN 979-10-326-4182-8).